# William Paterson
William Paterson (Antrim, 1745. december 24. – Albany, 1806. szeptember 9.) az Amerikai Egyesült Államok szenátora (New Jersey, 1789–1790).